# حمدي القصراوي
حمدي القصراوي مولود في 18 يناير 1983 متكون في مركز التكوين بالقيروان وهو حارس المرمى الأول لفريق الترجي الرياضي التونسي. وهو كذلك حارس المرمى الأول للفريق الوطني التونسي.
له عدة ألقاب مع الترجي الرياضي التونسي أهمها بطولة تونس 3 مرات (2003-2004-2006) وكأس تونس 3 مرات (2006-2007-2008) وبطولة شمال أفريقيا 2009، وبطولة دوري أبطال العرب 2009.
تحصل أيضا على بطولة تونس مرة واحدة (2012) مع النادي الصفاقسي.
الفرق التي لعب لها :1995-2000 الشبيبة الرياضية القيروانية 2000-2009 الترجي الرياضي التونسي 2009- 2012 نادي لنس الفرنسي 2012 إلى الآن النادي الصفاقسي .

## روابط خارجية
- حمدي القصراوي على موقع رابطة كرة القدم الفرنسية للمحترفين (الإنجليزية)
- حمدي القصراوي على موقع قاعدة بيانات كرة القدم.إي يو (الإنجليزية)
- حمدي القصراوي على موقع بيانات كرة القدم. دي إي (الألمانية)
- حمدي القصراوي على موقع ليكيب (الفرنسية)
- حمدي القصراوي على موقع ناشيونال فوتبول تيمز (الإنجليزية)
- حمدي القصراوي على موقع عالم كرة القدم.نت (الإنجليزية)
- حمدي القصراوي على موقع كووورة
- حمدي القصراوي على موقع أوليمبيديا (الإنجليزية)